# Монастырь Святой Екатерины Сиенской (Сан-Кристобаль-де-ла-Лагуна)

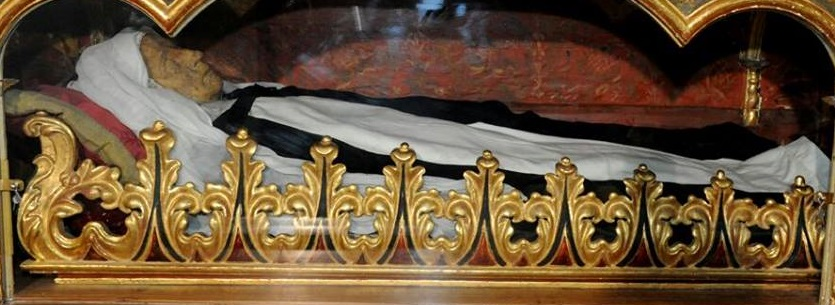
Мощи Марии де Леон Белло-и-Дельгадо

Монастырь Святой Екатерины Сиенской (исп. Convento de Santa Catalina de Siena) — католический монастырь в Сан-Кристобаль-де-ла-Лагуна, остров Тенерифе, Канарские острова (Испания). Монастырь расположен в центре города рядом с Пласа-дель-Аделантадо. Является популярным католическим паломническим центром в связи с тем, что в нём находятся мощи Марии де Леон Белло-и-Дельгадо, которая почитается на Канарских островах. В настоящее время в монастыре проживают монахини доминиканки. Объект культурного национального наследия Испании. 
Монастырь был основан в 1606 году и был открыт в 1611 году, после того как в него вступили первые четыре монахини из Севильи. В последующие годы в монастырь вступили около ста монахинь и монастырь достиг значительного процветания.
В монастыре находятся ценные алтари и железное ограждение, отделяющее монастырь, которые датируются семнадцатым веком. В алтаре находится большая запрестольная икона и изображениями Пресвятой Девы Марии Святого Розария, святых Доминика и Екатерины Сиенской.
Свою известность монастырь приобрёл после того, как в нём были помещены мощи слуги Божией Марии де Леон Белло-и-Дельгадо, которые находятся в золоченом и прозрачном саркофаге. Ежегодно 15 февраля в день прославления святой Марии де Леон Белло-и-Дельгадо мощи выставляются для поклонения и их посещают тысячи паломников со всех Канарских островов.